# Foo Fighters (album)
Az 1995-ös Foo Fighters a Foo Fighters debütáló nagylemeze. Megjelenésekor az együttes egyetlen hivatalos tagja Dave Grohl volt, aki egyedül írta és rögzítette az albumot (kivéve az X-Static dalt, amelyen Greg Dulli játszott gitáron), még az együttes összeállítása előtt.
1996-ban Grammy-díjra jelölték legjobb alternatív zenei album kategóriában, de a díjat Grohl előző együttesének, a Nirvanának az MTV Unplugged in New York-ja nyerte. Az album hozta meg az együttes egyetlen Video Music Award-ját, 1996-ban a Big Me klipjéért.
A lemez kereskedelmi sikernek számít. A brit albumlistán a 3. helyig jutott, míg a Billboard 200-on a 23. helyet szerezte meg. 1995. szeptember 27-én kapta meg az arany minősítést a RIAA-tól, majd 1996. január 26-án platinalemez lett. Szerepel az 1001 lemez, amit hallanod kell, mielőtt meghalsz című könyvben.

## Az album dalai
|     | Cím               | Szerző(k)  | Hossz |
| --- | ----------------- | ---------- | ----- |
| 1.  | This Is a Call    | Dave Grohl | 3:53  |
| 2.  | I'll Stick Around | Grohl      | 3:52  |
| 3.  | Big Me            | Grohl      | 2:12  |
| 4.  | Alone+Easy Target | Grohl      | 4:05  |
| 5.  | Good Grief        | Grohl      | 4:01  |
| 6.  | Floaty            | Grohl      | 4:30  |
| 7.  | Weenie Beenie     | Grohl      | 2:45  |
| 8.  | Oh, George        | Grohl      | 3:00  |
| 9.  | For All the Cows  | Grohl      | 3:30  |
| 10. | X-Static          | Grohl      | 4:13  |
| 11. | Wattershed        | Grohl      | 2:15  |
| 12. | Exhausted         | Grohl      | 5:45  |

## Közreműködők
- Dave Grohl – ének, szóló- és ritmusgitár, basszusgitár, dob, producer
- Greg Dulli – gitár az X-Static-en
- Barrett Jones – producer
- Steve Culp – hangmérnök
- Tom Rothrock – keverés
- Rob Schnapf – keverés
- Stephen Marcussen – mastering
- Tim Gabor – művészi vezető, album design
- Jennifer Youngblood – borítókép, fényképek
- Jaq Chartier – borító
- Curt Doughty – fényképek
- Charles Peterson – fényképek
- Jeff Ross – fényképek

## Helyezések

### Heti listák
| Lista (1995)                                  | Helyezés |
| --------------------------------------------- | -------- |
| Ausztrália (ARIA Top 50 Albums)               | 3        |
| Ausztria (Ö3 Austria Top 40)                  | 13       |
| Egyesült Királyság (UK Albums Chart)          | 3        |
| Finnország (Musiikkituottajat Albumit Top 50) | 21       |
| Kanada (Billboard Canadian Albums Chart)      | 5        |
| Németország (Media Control Top 100 Album)     | 33       |
| Svédország (Sverigetopplistan Top 60 Albums)  | 18       |
| Új-Zéland (Recorded Music NZ Top 40 Albums)   | 2        |
| USA Billboard 200                             | 23       |

## Fordítás
Ez a szócikk részben vagy egészben a Foo Fighters (album) című angol Wikipédia-szócikk ezen változatának fordításán alapul.  Az eredeti cikk szerkesztőit annak laptörténete sorolja fel. Ez a jelzés csupán a megfogalmazás eredetét és a szerzői jogokat jelzi, nem szolgál a cikkben szereplő információk forrásmegjelöléseként.